# آرثر تابان
آرثر تابان (بالإنجليزية: Arthur Tappan)‏ هو شخصية أعمال أمريكي، ولد في 22 مايو 1786 في نورثهامبتون في الولايات المتحدة، وتوفي في 23 يوليو 1865.

## وصلات خارجية
- آرثر تابان على موقع الموسوعة البريطانية (الإنجليزية)